# Emanuel Emegha
Emmanuel Esseh Emegha (La Haya, Provincia de Holanda Meridional, 3 de febrero de 2003) es un futbolista neerlandés. Juega de delantero centro y su equipo actual es el Racing Club de Estrasburgo Alsacia de la Ligue 1, máxima categoría del fútbol francés.

## Trayectoria
Debutó como profesional con Sparta de Róterdam el 13 de septiembre de 2020 en la primera fecha del campeonato local, el entrenador Henk Fraser lo colocó en el comienzo del segundo tiempo para enfrentar a Ajax, pero fueron derrotados 0-1 con un tanto de Antony. Jugó su primer encuentro con 17 años y la camiseta número 21. En la fecha 32 anotó su primer gol oficial, en lo que fue un triunfo 3-0 contra Vitesse, se lo dedicó a un compañero de equipo que falleció en 2016 con 12 años.
No logró demostrar su potencial en las primeras dos temporadas que defendió a Sparta de Róterdam, en 39 oportunidades convirtió 3 goles. A mitad de su segunda temporada fue transferido al Royal Antwerp, firmó por 5 años. En el club belga no tuvo continuidad, solo disputó un 1 partido.
En busca de minutos, el 4 de agosto de 2022 firmó contrato con SK Sturm Graz por 4 años. Mostró buen nivel con el club austríaco, anotó 10 goles y brindó 5 asistencias en los 36 partidos que jugó en la temporada. Además se coronaron campeones de la Copa de Austria 2022-23.
El 22 de julio de 2023 fue anunciado su fichaje por Estraburgo, le fue adjudicado el dorsal número 10.

## Selección nacional
Ha sido internacional con la selección de fútbol de Países Bajos en las categorías juveniles sub-15-, sub-19, sub-20 y sub-21.

## Estadísticas

### Clubes
Actualizado al último partido disputado el 3 de mayo de 2025.
| Club                              | Div.          | Temporada     | Liga  | Liga  | Liga   | Copas nacionales | Copas nacionales | Copas nacionales | Copas internacionales | Copas internacionales | Copas internacionales | Total | Total | Total  |
| Club                              | Div.          | Temporada     | Part. | Goles | Asist. | Part.            | Goles            | Asist.           | Part.                 | Goles                 | Asist.                | Part. | Goles | Asist. |
| --------------------------------- | ------------- | ------------- | ----- | ----- | ------ | ---------------- | ---------------- | ---------------- | --------------------- | --------------------- | --------------------- | ----- | ----- | ------ |
| Sparta de Róterdam · Países Bajos | 1.ª           | 2020-21       | 17    | 1     | 0      | 1                | 0                | 0                | —                     | —                     | —                     | 18    | 1     | 0      |
| Sparta de Róterdam · Países Bajos | 1.ª           | 2021-22       | 19    | 2     | 0      | 2                | 0                | 0                | —                     | —                     | —                     | 21    | 2     | 0      |
| Sparta de Róterdam · Países Bajos | Total club    | Total club    | 36    | 3     | 0      | 3                | 0                | 0                | 0                     | 0                     | 0                     | 39    | 3     | 0      |
| Royal Antwerp F. C. · Bélgica     | 1.ª           | 2021-22       | 1     | 0     | 0      | -                | -                | -                | -                     | -                     | -                     | 1     | 0     | 0      |
| Royal Antwerp F. C. · Bélgica     | Total club    | Total club    | 1     | 0     | 0      | 0                | 0                | 0                | 0                     | 0                     | 0                     | 1     | 0     | 0      |
| SK Sturm Graz · Austria           | 1.ª           | 2022-23       | 27    | 9     | 3      | 4                | 0                | 1                | 5                     | 1                     | 1                     | 36    | 10    | 5      |
| SK Sturm Graz · Austria           | Total club    | Total club    | 27    | 9     | 3      | 4                | 0                | 1                | 5                     | 1                     | 1                     | 36    | 10    | 5      |
| SK Sturm Graz II · Austria        | 2.ª           | 2022-23       | 2     | 0     | 0      | —                | —                | —                | —                     | —                     | —                     | 2     | 0     | 0      |
| SK Sturm Graz II · Austria        | Total club    | Total club    | 2     | 0     | 0      | 0                | 0                | 0                | 0                     | 0                     | 0                     | 2     | 0     | 0      |
| R. C. Estraburgo A. Francia       | 1.ª           | 2023-24       | 28    | 8     | 2      | 3                | 1                | 0                | —                     | —                     | —                     | 31    | 9     | 2      |
| R. C. Estraburgo A. Francia       | 1.ª           | 2024-25       | 27    | 14    | 3      | 2                | 0                | 0                | —                     | —                     | —                     | 29    | 14    | 3      |
| R. C. Estraburgo A. Francia       | 1.ª           | 2025-26       | 0     | 0     | 0      | -                | -                | -                | -                     | -                     | -                     | 0     | 0     | 0      |
| R. C. Estraburgo A. Francia       | Total club    | Total club    | 55    | 22    | 5      | 5                | 1                | 0                | 0                     | 0                     | 0                     | 60    | 23    | 5      |
| Total carrera                     | Total carrera | Total carrera | 121   | 34    | 8      | 12               | 1                | 1                | 5                     | 1                     | 1                     | 138   | 36    | 10     |
| 1. 2.                             |               |               |       |       |        |                  |                  |                  |                       |                       |                       |       |       |        |

### Selección
Actualizado al último partido disputado el 25 de marzo de 2025.
| Selección             | Temporada         | Continental | Continental | Continental | Mundial      | Mundial      | Mundial      | Amistosos | Amistosos | Amistosos | Total | Total | Total  |
| Selección             | Temporada         | Part.       | Goles       | Asist.      | Part.        | Goles        | Asist.       | Part.     | Goles     | Asist.    | Part. | Goles | Asist. |
| --------------------- | ----------------- | ----------- | ----------- | ----------- | ------------ | ------------ | ------------ | --------- | --------- | --------- | ----- | ----- | ------ |
| Sub-15 · Países Bajos | 2017              | —           | —           | —           | —            | —            | —            | 1         | 0         | 0         | 1     | 0     | 0      |
| Sub-15 · Países Bajos | Total sel.        | 0           | 0           | 0           | 0            | 0            | 0            | 1         | 0         | 0         | 1     | 0     | 0      |
| Sub-19 · Países Bajos | 2021-22           | 3           | 3           | 3           | —            | —            | —            | 4         | 2         | 0         | 7     | 5     | 3      |
| Sub-19 · Países Bajos | Total sel.        | 3           | 3           | 3           | 0            | 0            | 0            | 4         | 2         | 0         | 7     | 5     | 3      |
| Sub-20 · Países Bajos | 2023              | —           | —           | —           | No clasificó | No clasificó | No clasificó | 1         | 2         | 0         | 1     | 2     | 0      |
| Sub-20 · Países Bajos | Total sel.        | 0           | 0           | 0           | 0            | 0            | 0            | 1         | 2         | 0         | 1     | 2     | 0      |
| Sub-21 · Países Bajos | 2023-24           | 4           | 0           | 0           | —            | —            | —            | -         | -         | -         | 4     | 0     | 0      |
| Sub-21 · Países Bajos | 2024-25           | 3           | 3           | 0           | —            | —            | —            | 2         | 0         | 0         | 5     | 3     | 0      |
| Sub-21 · Países Bajos | Total sel.        | 7           | 3           | 0           | 0            | 0            | 0            | 2         | 0         | 0         | 9     | 3     | 0      |
| Total selecciones     | Total selecciones | 0           | 0           | 0           | 0            | 0            | 0            | 0         | 0         | 0         | 0     | 0     | 0      |
| 1.                    |                   |             |             |             |              |              |              |           |           |           |       |       |        |

## Palmarés

### Títulos nacionales
| Título          | Club          | País    | Año  |
| --------------- | ------------- | ------- | ---- |
| Copa de Austria | SK Sturm Graz | Austria | 2023 |